# Lucia Morelli
Lucia Morelli (født 17. marts 1979 i San Severo i Puglia) er en italiensk kvindelig professionel bokser. 
Den 12. september 2009 udfordrede hun Cecillia Brækhus om VM-titlerne WBC og WBA. Hun havde vundet alle sine 13 kampe som professionel før kampen. Brækhus vandt imidlertid kampen og beholdt titlerne.